# Teòfanes continuat
Teòfanes continuat o en llatí Teofanes continuatus i en grec συνεχισταί Θεοφάνους, també anomenat Scriptores post Theophanem (Οἱ μετὰ Θεοφάνην, 'els escriptors de després de Teòfanes') és el nom que s'aplica a una col·lecció d'escrits històrics del segle xi i es refereix als anys 813 – 961. El seu nom es deu al fet que es considera la continuació de la Crònica de Teòfanes el Confessor, que va del 285 al 813. El manuscrit conservat consta de quatre obres diferents, amb molt poc a veure en estil i forma, amb l'enfocament annalista de Teòfanes.
La primera obra dels quatre llibres la formen una sèrie de biografies dels emperadors romans d'Orient del 813 al 867, de Lleó V l'Armeni a Miquel III l'Embriac. Van ser escrites per encàrrec de l'emperador Constantí VII, que va regnar, amb intervals, del 908 al 959, i mostren el punt de vista de la Dinastia macedònia. L'autor és desconegut, i probablement va utilitzar les mateixes fonts que Josep Genesi. El segon llibre es coneix como la Vita Basilii (Vida de Basili), una biografia de Basili I el Macedoni, emperador del 867 al 886, escrita pel seu net Constantí VII probablement l'any 950. L'obra és essencialment un panegíric, que lloa Basili i el seu regnat, i difama al seu predecessor, Miquel III l'Embriac. El tercer llibre és una història que explica els anys 886 al 948, molt semblant en el contingut i la forma a la història de Simeó Metafrastes, i la part final segueix fins al 961, probablement escrita per Teodor Dafnopates, poc abans del 963.